# Bonneau (Caroline du Sud)
Pour les articles homonymes, voir Bonneau.
La ville de Bonneau est située dans le comté de Berkeley, dans l’État de Caroline du Sud, aux États-Unis. Sa population s’élevait à 487 habitants lors du recensement de 2010, estimée à 473 habitants en 2016.

## Démographie
| 1940 | 1950 | 1960 | 1970 | 1980 | 1990 |
| ---- | ---- | ---- | ---- | ---- | ---- |
| 493  | 408  | 402  | 365  | 401  | 374  |

| 2000 | 2010 | - | - | - | - |
| ---- | ---- | - | - | - | - |
| 354  | 487  | - | - | - | - |